# Момордика харанция

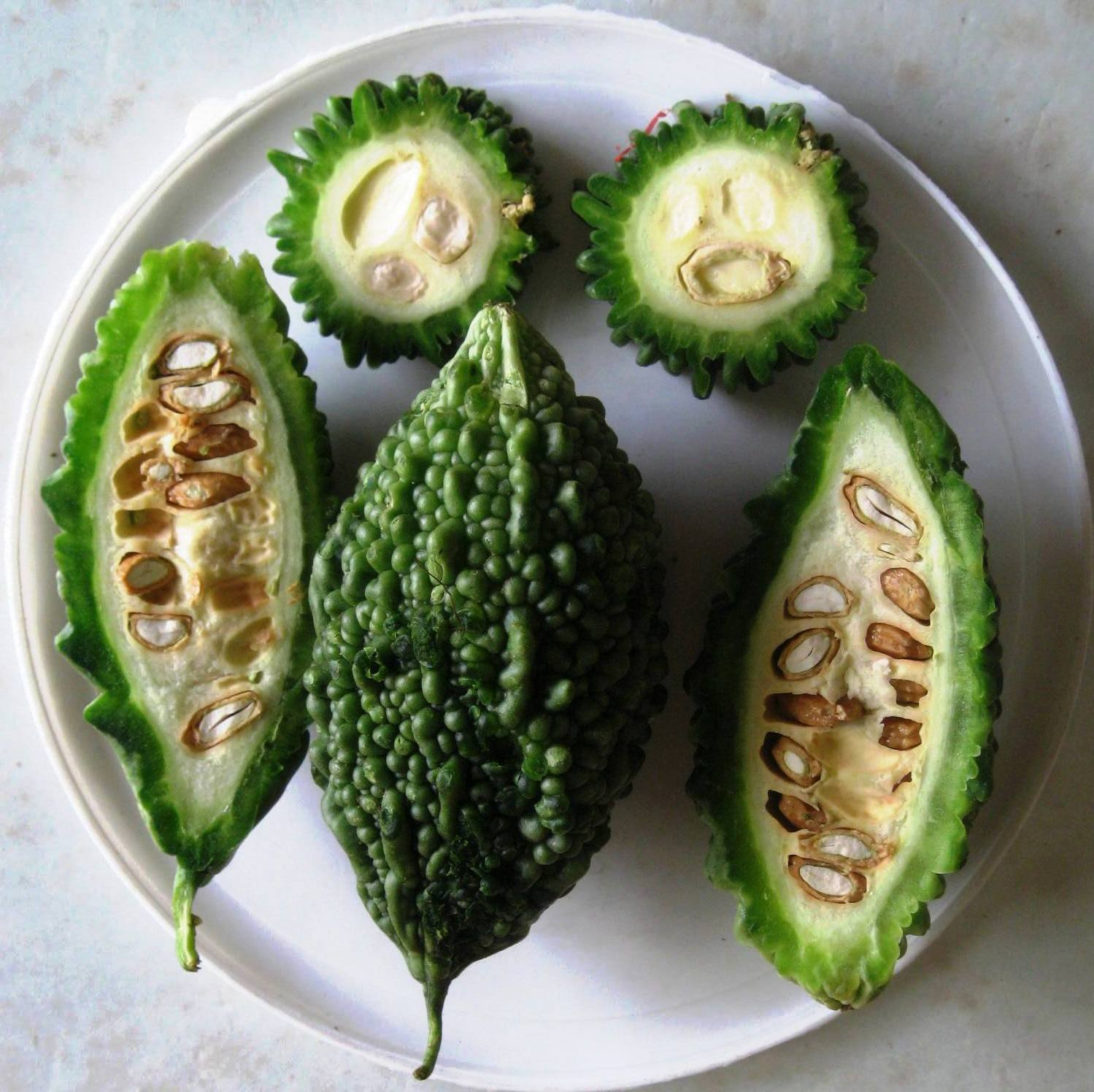
Полная Моморди́ка хара́нция с двумя половинками и двумя поперечными сечениями.

Моморди́ка хара́нция, или го́рький огуре́ц, или китайская горькая тыква (лат. Momordica charantia) — однолетняя травянистая лиана; вид рода Момордика семейства Тыквенные.

## Распространение
Родина вида — тропики Азии. Выращивается по всему миру в регионах с тёплым климатом, в основном в Южной и Юго-Восточной Азии, Китае и на Карибских островах.

## Биологическое описание

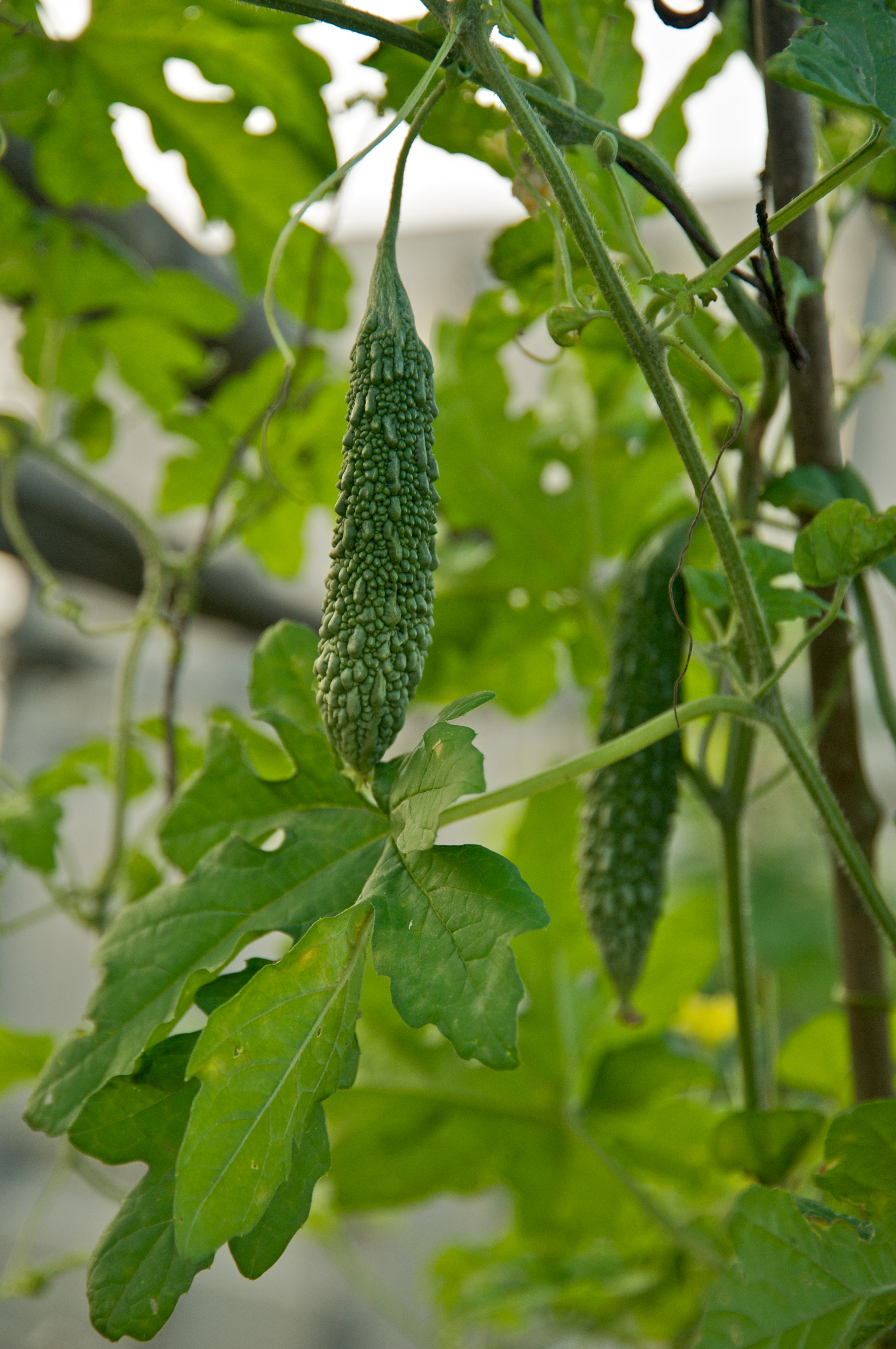
Момордика харанция, выращиваемая на ферме в городе Тайнань, Тайвань

Момордика харанция — однодомная лиана, вырастающая до 4 м в длину. Стебли пятигранные с продольными бороздками и простыми усиками.
Листья имеют приплюснуто почковидную или округлую форму, глубоко надсечённые на пять — девять лопастей, сердцевидные у основания. Длина черешков 1—7 см. Размер листовой пластинки 2,5—10 × 3—12 см. Расположены очерёдно.
Цветки однополые, расположены по одному в пазухах листьев. Лепестки жёлтые, в количестве пяти.
Плодоножки длинные. Плоды сначала зелёного цвета, в фазе спелости становятся ярко-жёлтыми или оранжевыми; поверхность шершавая, с морщинами и бородавками. Форма плодов разнообразна, они могут быть цилиндрическими, веретеновидными, овальными). Размеры 3—15(40) × 2—5(8) см.
Мякоть незрелых плодов бледно-зелёного цвета, плотная, сочная, очень горькая.
Семена неравномерной формы (от плоской яйцевидной, до почти прямоугольной), горькие, размером 8—15 × 4—10 мм. Располагаются в беловатой губчато-сухой мякоти. Окраска зрелых семян красно-коричневая.

## Хозяйственное значение и применение
Распространённый и популярный в тропической Азии овощ.
Плоды горькие, богатые витаминами и железом, их собирают незрелыми, для удаления горечи на несколько часов замачивают в солёной воде, после вымачивания тушат или варят. Молодые плоды консервируют в маринаде.
Молодые листья, побеги и цветки употребляют в тушёном виде.
Сок растения в сыром виде ядовит, используется для лечения артрита, ревматизма, астмы, некоторых кожных заболеваний, диабета и как детское глистогонное средство.
У недозрелых плодов семена перед кулинарным использованием вытаскивают, а у созревших семена становятся сладкими и могут быть употреблены в пищу.
Мякоть момордики харанция хрустящая и водянистая, похожая на мякоть огурца, чайота или зелёного овощного перца, обычно съедается, когда плод зелёный. Хотя она может быть съедена также, когда плод желтеет, начиная созревать, но при этом она становится горькой.

## Полезные свойства
Момордика харанция содержит много железа, вдвое больше Бета-каротина, чем в брокколи; вдвое больше кальция, чем в шпинате; вдвое больше калия, чем в банане. Кроме того, она стимулирует пищеварение и аппетит. Считается, что она предотвращает и лечит малярию. Лабораторные исследования показали, что некоторые соединения в этом овоще помогают лечить[уточнить] ВИЧ. Момордика харанция имеет гипогликемическое воздействие и используется как народное средство от диабета 2-го типа, хотя требуются дальнейшие исследования.
Сок момордики способен уничтожать клетки рака поджелудочной железы, отмечается в результатах новейшего исследования, организованного группой учёных из США.

## В культуре
Выращивается в регионах с тропическим и субтропическим климатом, преимущественно в жарких и влажных низинах. Размножается семенами. Незрелые плоды собирают примерно через два месяца после посева семян. Без охлаждения хранятся только несколько дней, в холодильнике до трёх недель.